# چانارسوکوس
چانارسوکوس (نام علمی: Chaneresuchus) نام یک سرده از رده خزندگان است.